# Llista de rambles del País Valencià

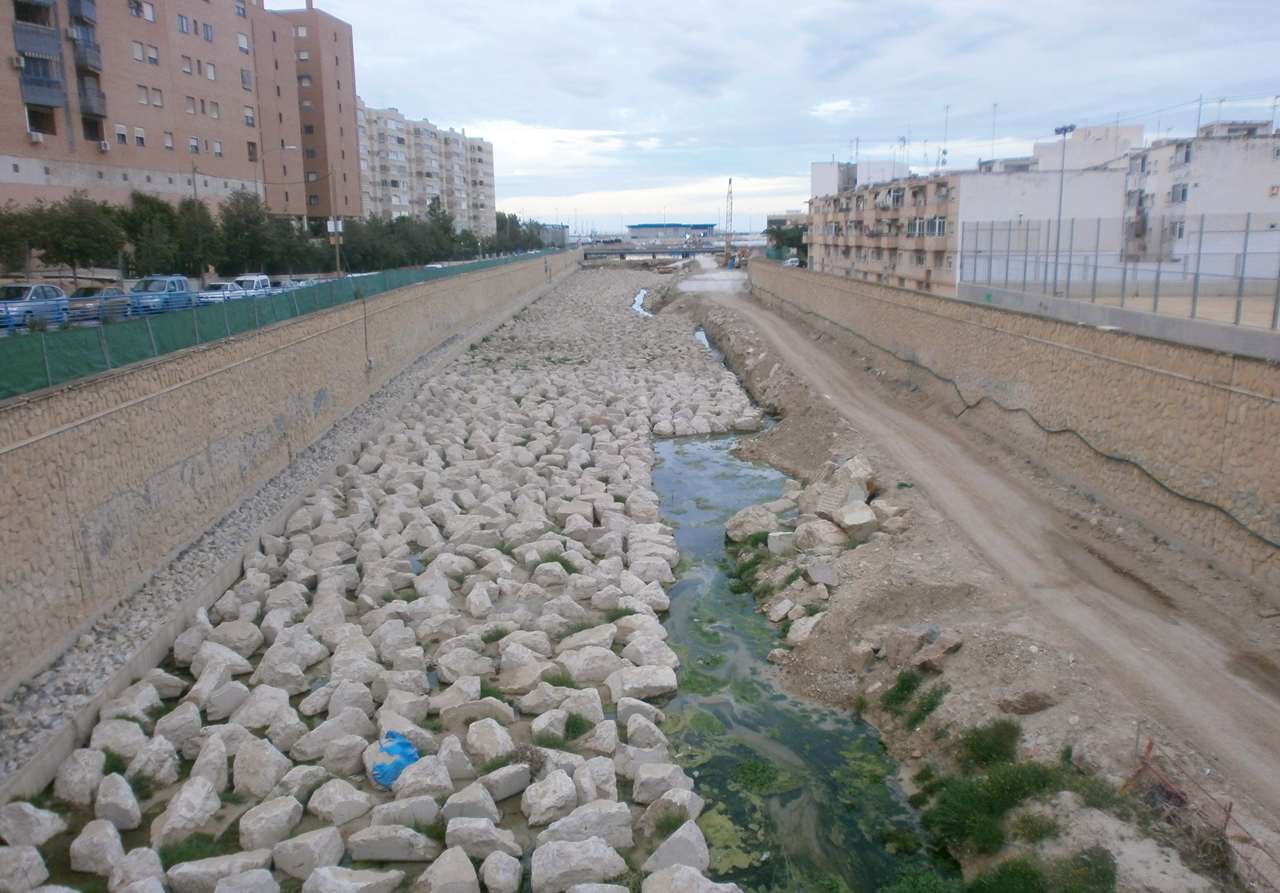
Rambla de les Ovelles

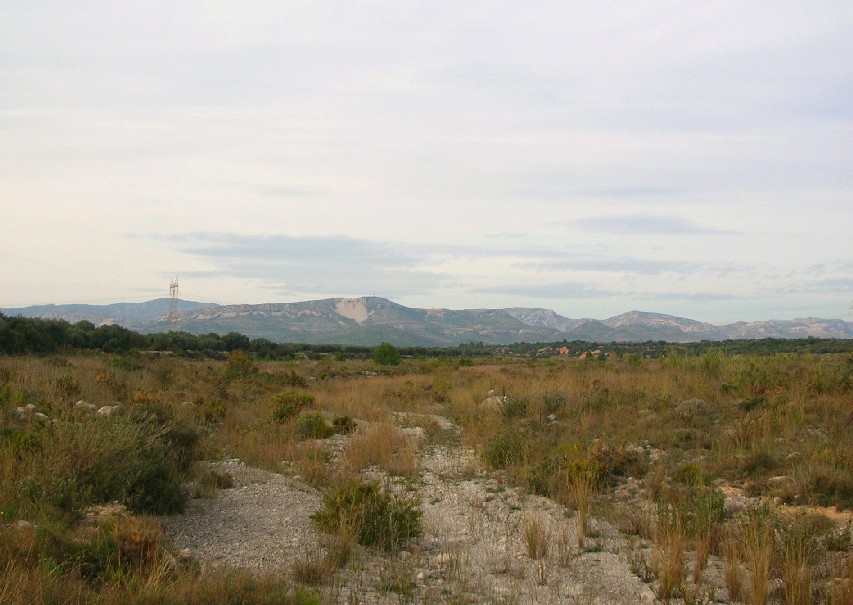
Rambla de Cervera

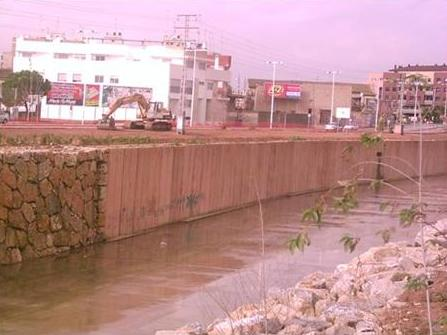
Rambla del Poio

Una rambla és un corrent d'aigua intermitent. Al País Valencià hi ha rambles que desemboquen a la mar directament i altres desemboquen en rius.
- Rambla d'Aiguadoliva[1]
- Rambla d'Aiòder
- Rambla Albosa
- Rambla d'Anna del (Riu Sellent)
- Rambla de l'Arcada[2]
- Rambla d'Arquela[3]
- Rambla d'Artaix[4]
- Rambla de Barbeguera[5]
- Rambla de Busot[6]
- Rambla Carbonera[7]
- Rambla Castellarda o rambla del Villar.[4]
- Rambla de Cervera[8]
- Rambla de Cerverola[9]
- Rambla de la Gallinera
- Rambla de la Gavarrera[10]
- Rambla de la Maimona[11]
- Rambla de les Ovelles[12]
- Rambla de les Truites
- Rambla de Pepior i Rambla Sarganella[13]
- Rambla de Poio[14]
- Rambla Primera[15]
- Rambla de Somal[16]
- Rambla de Tarafa[17]
- Rambla de la Viuda[18]
- Rambla de Vallanca o Riu Bohilgues[19]
- Rambla de la Valltorta o rambla de la Morellana.[20]